# Sporobolus teretifolius
Sporobolus teretifolius là một loài thực vật có hoa trong họ Hòa thảo. Loài này được R.M.Harper miêu tả khoa học đầu tiên năm 1906.